# Portugália Airlines
Portugália (Companhia Portuguesa de Transportes Aereos S.A.) és una aerolínia amb base a Lisboa, Portugal. L'aerolínia duu a terme vols regulars internacionals i domèstics des de Lisboa i Porto, a més de vols xàrter a Espanya, França, Itàlia, Alemanya, Regne Unit i Bèlgica. La seva principal base és l'Aeroport de Portela, Lisboa, amb un centre de connexió a l'Aeroport de Porto.

## Història
L'aerolínia va ser establerta el 25 de juliol de 1988 com una companyia per accions, però va haver d'esperar dos anys abans de poder començar a operar, a causa d'un endarreriment en la liberalització del transport aeri. Va començar les seves operacions el 7 de juliol de 1990 amb un vol des de Lisboa a Porto. També va volar des de Lisboa a Faro el mateix dia.
Va començar les seves operacions amb vols domèstics regulars i vols xàrter internacionals, atès que els vols internacionals regulars no estaven permesos en aquells dies sota la legislació portuguesa. Així les operacions internacionals regulars van començar al juny de 1992 des de Lisboa i Porto.
El Grup Espirito Santo (GES) posseïx el 84,34% de la companyia, la qual té 745 empleats. TAP Portugal té plans d'adquirir gairebé totes les accions de l'aerolínia que actualment estan en poder del Grup Espirito Santo. Una subsidiària de Portugália, PGA Express, opera serveis des de Lisboa a la Corunya i a Màlaga.

## Destinacions
Ciutats i aeroports servits per Portugália (a setembre de 2006): 

### Domèstics
- Funchal (Aeroport de Madeira), Lisboa (Aeroport de Portela), Hub Porto (Aeroport Francisco Sá Carneiro).

### Europa

#### França
- Lió (Aeroport Internacional Saint-Exupéry)
- Marsella (Aeroport Marsella Provenze)
- Niça (Aeroport Internacional Cote d'Azur)
- París (Aeroport Charles de Gaulle)
- Tolosa de Llenguadoc (Aeroport Internacional Toulouse Blagnac)

### Itàlia
- Milà (Aeroport Internacional de Malpensa)

### Països Baixos
- Amsterdam (Aeroport de Schiphol)

### Espanya
- Barcelona (Aeroport Internacional de Barcelona)
- Bilbao (Aeroport Internacional de Bilbao)
- La Corunya (Aeroport Internacional de la Corunya)
- Madrid (Aeroport de Madrid-Barajas)
- Màlaga (Aeroport de Màlaga)
- Pamplona (Aeroport de Pamplona)

### Suïssa
- Zúric (Aeroport Internacional de Zuric)